# Rio Areias (vattendrag i Brasilien, Goiás, lat -16,33, long -48,33)
Rio Areias är ett vattendrag i Brasilien.   Det ligger i delstaten Goiás, i den sydöstra delen av landet, 70 km sydväst om huvudstaden Brasília.
Trakten runt Rio Areias består huvudsakligen av våtmarker. Runt Rio Areias är det ganska glesbefolkat, med 43 invånare per kvadratkilometer.